# اسپاخو

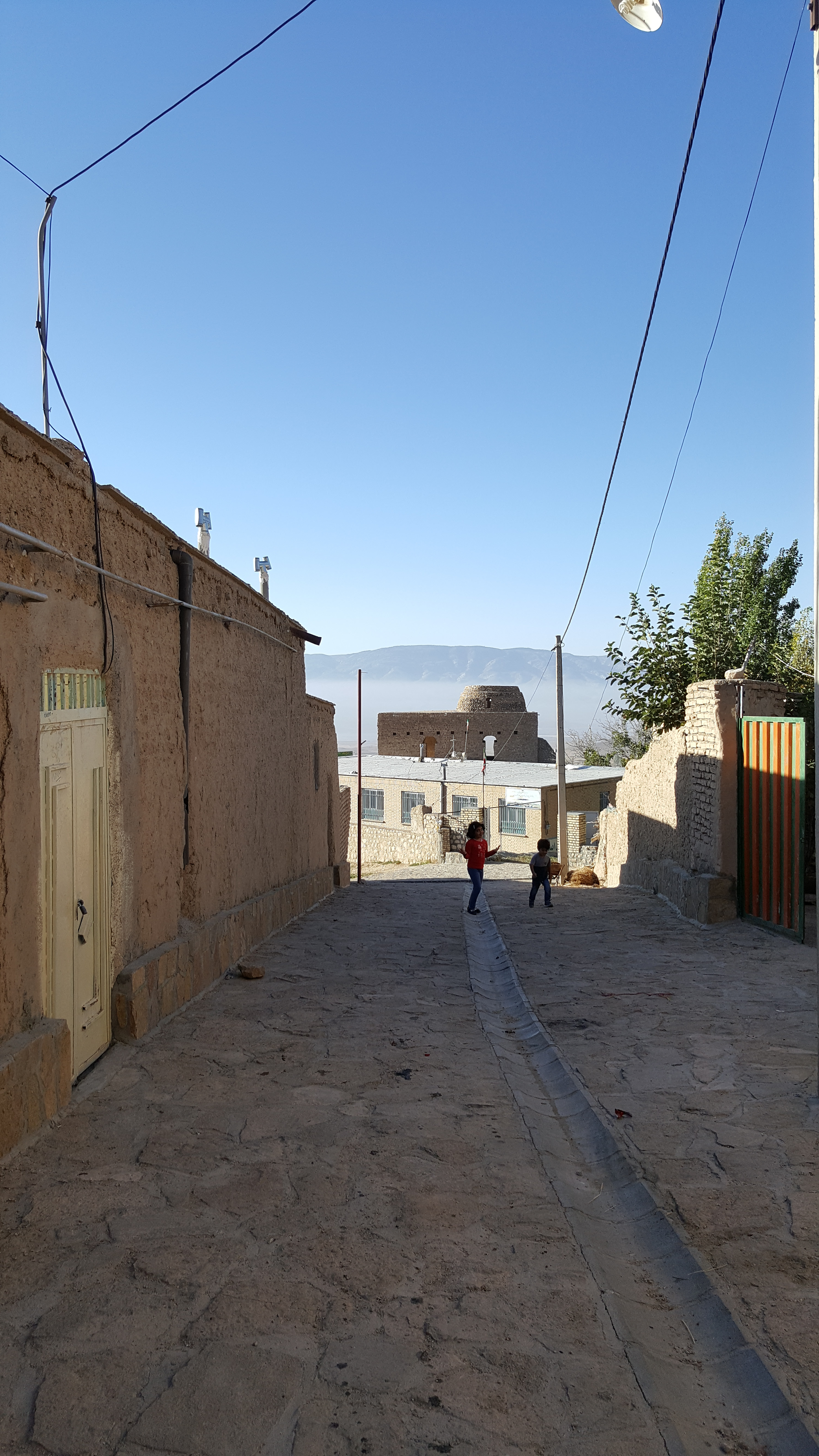
تصویری از یکی از کوچه های روستای اسپاخو

اسپاخو روستایی در دهستان آلمه بخش سملقان شهرستان مانه و سملقان استان خراسان شمالی ایران است.

## جمعیت
بر پایه سرشماری عمومی نفوس و مسکن در سال ۱۳۹۵ جمعیت این مکان ۲۴۹ نفر (۷۹خانوار) بوده‌است.